# Rendez-vous (John Ballard)
Rendez-vous, skriven av Paula af Malmborg och Bjarne Nyqvist, framfördes av John Ballard. Låten kom på tredje plats i den svenska Melodifestivalen 1984, och var en stor favorit bland publiken, den fick stående ovationer när den framfördes i andra omgången. Den var dessutom favorit bland de yngre jurygrupperna, som gav bidraget högsta poäng (8).